# دیوید البا
دیوید البا (انگلیسی: David Alba؛ زادهٔ ۵ مهٔ ۱۹۹۹) بازیکن فوتبال اهل اسپانیا است.
از باشگاه‌هایی که در آن بازی کرده‌است می‌توان به باشگاه فوتبال ختافه اشاره کرد.